# Stępień (Braniewo)
Stępień (deutsch Stangendorf) ist ein Dorf in der polnischen Woiwodschaft Ermland-Masuren. Es gehört zur Landgemeinde Braniewo (Braunsberg) im Powiat Braniewski (Kreis Braunsberg).

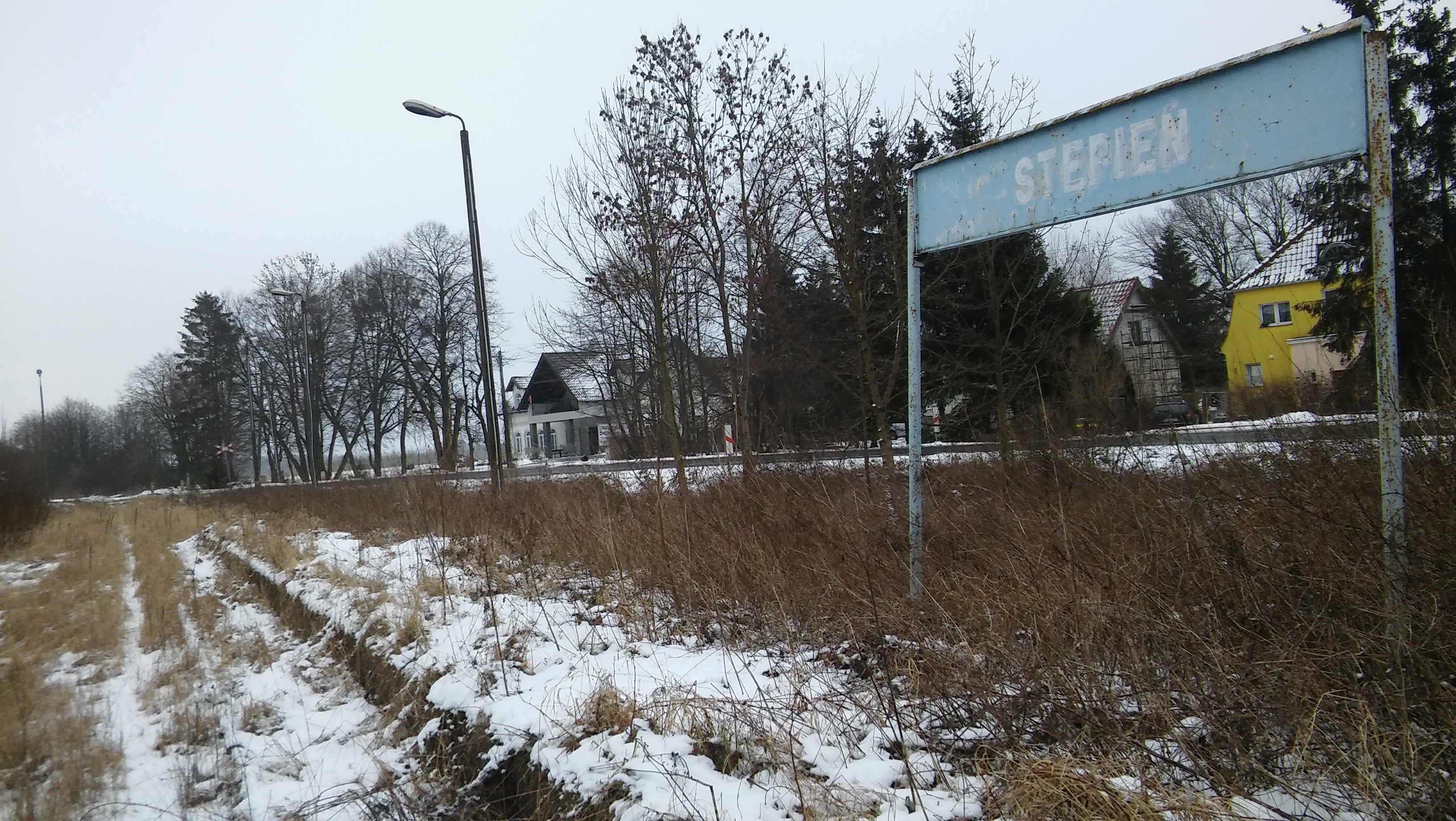
Bahnstation Stępień

## Geographische Lage
Stępień liegt im Nordwesten der Woiwodschaft Ermland-Masuren, vier Kilometer südewstlich der Kreisstadt Braniewo (Braunsberg).

## Geschichte
Stangendorf war ein seit 1899 mit einer Bahnstation versehener Ort, zu dem der Wohnplatz Kälberhaus (polnisch Cielętnik) gehörte. Im Jahre 1874 kam er zum neu errichteten Amtsbezirk Klenau (polnisch Klejnowo) im ostpreußischen Kreis Braunsberg, Regierungsbezirk Königsberg. 148 Einwohner zählte Stangendorf im Jahre 1910.
Am 1. März 1929 wurde die Exklave Julienhöhe (polnisch Biała Góra) aus der Stadtgemeinde Braunsberg (Braniewo) in die Landgemeinde Stangendorf umgegliedert. Die Einwohnerzahl Stangendorfs stieg bis 1933 auf 163 und belief sich 1939 auf 162.
Als 1945 das gesamte südliche Ostpreußen in Kriegsfolge an Polen fiel, erhielt Stangendorf die polnische Namensform „Stępień“. Heute ist der Ort in die Gmina Braniewo (Landgemeinde Braunsberg) im Powiat Braniewski (Kreis Braunsberg) integriert, von 1975 bis 1998 der Woiwodschaft Elbląg, seither der Woiwodschaft Ermland-Masuren zugehörig. Im Jahre 2021 zählte Stępień mit der Kolonia Działy (Albertshof) 165 Einwohner.

## Religion
Stępień ist heute wie Stangendorf vor 1945 in die römisch-katholische Kirche Braniewo (Braunsberg) im jetzigen Erzbistum Ermland eingepfarrt. Bis 1945 gehörte das Dorf außerdem zur evangelischen Kirche Braunsberg in der Kirchenprovinz Ostpreußen der Kirche der Altpreußischen Union. Heute sind die evangelischen Einwohner der Diözese Masuren der Evangelisch-Augsburgischen Kirche in Polen zugeordnet.

## Verkehr
Durch Stępień verläuft die polnische Woiwodschaftsstraße 504 (hier im Abschnitt der einstigen deutschen Reichsstraße 1), die die Städte Elbląg (Elbing), Frombork (Frauenburg) und Braniewo (Braunsberg) miteinander verbindet. Nebenstraßen von der Haffküste und aus dem Nachbarort Garbina (Willenberg) enden in Stępień.
Im Jahre 1899 wurde Stangendorf eine Bahnstation, von 1899 bis 1943 „Stangendorf“, 1943 bis 1945 „Stangendorf (Kr. Braunsberg)“ und ab 1945 „Stępień“ genannt. Sie lag an der früheren „Haffuferbahn“, die als Bahnstrecke Elbląg–Braniewo die Linie 254 der Polnischen Staatsbahn war. Seit 2015 besteht hier kein Zugverkehr mehr.